# Giuseppe Putzolu
Giuseppe Putzolu (Trinità d'Agultu e Vignola, 2 ottobre 1935) è un politico e scrittore italiano.
È stato presidente della Provincia di Cagliari.

## Opere principali
- Alternos,  2002
- Il Poeta, 2003
- Minatori, 2004
- La Collina. Storie di una comunità di recupero giovanile, 2007
- Il Viandante, Cuec, Cagliari, 2009